# Australische gebieden in de Indische Oceaan

De Australische gebieden in de Indische Oceaan.

De Brits Indische Oceaanterritorium is sinds 1995 de naam van een administratieve eenheid onder het Australische ministerie van Infrastructuur, Transport, Regionale Ontwikkeling, Communicatie en Kunst, bestaande uit twee eilandgroepen in de Indische Oceaan onder Australische soevereiniteit:
- Christmaseiland, waar de beheerder woont
- Cocoseilanden, waar dezelfde functionaris ook jurisdictie heeft als beheerder maar niet woonachtig is

Elk van deze eilandcomponenten heeft zijn eigen graafschapsraad: de Shire of Christmas Island en de Shire of Cocos.
De administratieve eenheid heeft geen jurisdictie over de onbewoonde nabije Ashmore- en Cartiereilanden en de ver afgelegen Heard en McDonaldeilanden, ondanks dat deze gebieden in de Indische Oceaan liggen.
De gebieden hebben in totaal een operavlakte van 149 km² en een inwoneraantal van 2.387 mensen.